# Dean Richards (Fußballspieler)
Dean Ivor Richards (* 9. Juni 1974 in Bradford; † 26. Februar 2011 in Leeds) war ein englischer Fußballspieler. Als technisch versierter Innenverteidiger zählte er zu den größten Abwehrtalenten im englischen Fußball und spielte in der Premier League für den FC Southampton und Tottenham Hotspur, bevor ihn gesundheitliche Probleme bereits im Alter von 30 Jahren zur Beendiugung der Laufbahn zwangen.

## Sportlicher Werdegang
Richards wurde als junger, groß gewachsener Innenverteidiger beim beheimateten Profiklub Bradford City ausgebildet und war ab 1992 Teil der Profiabteilung des damaligen Drittligisten. Bereits im Alter von 17 Jahren hatte er zuvor im Oktober 1991 sein Debüt gegen den AFC Bournemouth (3:1) gegeben und dort zugleich sein erstes Tor geschossen. Bis März 1995 bestritt Richards insgesamt 86 Drittligapartien (mit vier Toren) für die „Bantams“ und wurde in der Saison 1994/95 in die Mannschaft des Jahres (PFA Team of the Year) gewählt. Noch vor Ablauf der Spielzeit wurde er eine Spielklasse höher an die Wolverhampton Wanderers ausgeliehen.
Die „Wolves“ steckten mitten im Kampf um den Aufstieg in die Premier League und obwohl dieser im Playoff-Halbfinale gegen den späteren Sieger Bolton Wanderers scheiterte, verpflichtete ihm Wolverhampton fix für eine Ablösesumme von anfänglich 1,3 Millionen Pfund, die später auf rund 1,8 Millionen Pfund anwuchs. Auch international kam Richards im Jahr 1995 zum Zug und absolvierte vier Länderspiele für die englische U-21-Auswahl. Beim Turnier von Toulon debütierte er als Kapitän gegen Brasilien, zog mit der Mannschaft bis ins Halbfinale vor und unterlag dort dem Gastgeber aus Frankreich. Auch in Wolverhampton war Richards ab der Saison 1995/96 Mannschaftskapitän. Im Januar 1996 verunglückte er bei einem Autounfall, der ihn scheinbar nur leicht mit einer Knöchelprellung verletzte, letztlich aber Knie- und Rückenprobleme mit sich brachte. Obwohl er in den beiden Spielzeiten 1995/96 und 1996/97 erneut in die Mannschaft des Jahres gewählt wurde, verpasste er durch seine Blessuren eine Reihe von Partien. Seine guten Leistungen als technisch versierter Innenverteidiger mit einer guten Spielübersicht und der Fähigkeiten, Zweikämpfe fair bestreiten zu können, sorgten dafür, dass ihn Spitzenvereine wie der FC Arsenal und Manchester United beobachten ließen. Er blieb den „Wolves“ jedoch bis zum Ende der Saison 1998/99 treu, wobei er sein letztes Pflichtspiel gegen den Ex-Klub aus Bradford absolvierte, das diesen in die Premier League katapultierte, während die Wolverhampton Wanderers den Playoff-Platz verpassten.
Ablösefrei zog es Richards im Juli 1999 nunmehr in die Premier League zum FC Southampton unter Trainer Dave Jones, dem später Glenn Hoddle nachfolgte. In Southampton ersetzte Richards in der Abwehrmitte den beliebten Ken Monkou und wurde in seiner ersten Saison für die „Saints“ vereinsintern zum besten Spieler gewählt. Nach gut einem weitere Jahr schloss er sich im September 2001 dem Ligakonkurrenten Tottenham Hotspur an. Dabei folgte er Trainer Hoddle, wobei sich der Wechsel geräuschvoll entwickelte, zumal Richards erst wenige Monate zuvor seinen Vertrag in Southampton verlängert hatte. Zwischen Southamptons Präsidenten Rupert Lowe und Tottenhams Vorstand entwickelte sich ein offener Streit und erst nach der Einigung bezüglich der Ablösesumme in Höhe von 8,1 Millionen Pfund wurde dieser beigelegt. Zwar führte sich Richards bei den „Spurs“ mit einem Tor bei seinem Debüt gegen Manchester United (3:5) ein, aber in der Folgezeit konnte er seine guten Leistungen aufgrund von stetigen Verletzungssorgen nicht replizieren. Auch sein Ziel, es in die englische A-Nationalmannschaft zu schaffen, sollte ihm nicht gelingen und so war er der bis dato teuerste Spurs-Transfer, der kein A-Länderspiel absolviert hatte. Im März 2005 verkündete er im Alter von nur 30 Jahren seinen Rücktritt als Profispieler. Er hatte zuvor zunehmend unter Kopfschmerzen und Schwindelgefühlen gelitten und nachdem diese zunächst auf eine Innenohrentzündung zurückgeführt worden waren, befürchteten die Ärzte eine Gehirnblutung im Falle einer Fortsetzung der Karriere.

### Nach der aktiven Laufbahn
Richards fokussierte sich fortan auf Trainertätigkeiten und nahm im August 2007 die Rolle eines Jugendcoachs bei seinem Ex-Klub Bradford City an. Später arbeitete er für ein Unternehmen in Spanien.
In der Morgenstunden des 26. Februar 2011 verstarb Richards im Alter von nur 36 Jahren in einem Hospiz in Leeds, nachdem er längere Zeit erkrankt gewesen war.

## Titel/Auszeichnungen
- PFA Team of the Year (3): 1994/95 (3. Liga), 1995/96 (2. Liga), 1996/97 (2. Liga)